# Julien Fritz
Pas d'image ? Cliquez ici

a Compétitions nationales et continentales officielles uniquement.

Dernière mise à jour le 8 décembre 2023.
Julien Fritz, né le 10 janvier 1990, est un joueur français de rugby à XV évoluant au poste de trois-quart centre au sein de l'effectif du Stade niçois. Il est le frère de Florian Fritz, trois-quart centre international de Toulouse.

## Carrière
- Rugby club Ordon est son club formateur
- ???? - 2010 : Lyon OU
- 2010 - 2013 : Perpignan depuis 2010
- 2013 - 2014 : Saint Médard rugby club
- 2015 - 2016 : Stade Niçois
- 2016 - 2017 : Saint Médard rugby club
- 2017 - 2023 : Stade Niçois
- Depuis 2023 : Berre CO XV